# San Marcello Pistoiese
San Marcello Pistoiese è una frazione, centro di riferimento dell'Appennino Pistoiese, nella provincia di Pistoia, in Toscana. Già comune autonomo, dal 1º gennaio 2017 è stato fuso con il municipio di Piteglio a formare l'ente comunale di San Marcello Piteglio di cui è il capoluogo amministrativo.

## Geografia fisica

### Territorio
- Classificazione sismica: zona 2 (sismicità media), Ordinanza PCM 3274 del 20/03/2003

### Clima
- Classificazione climatica: zona E, 2813 GG
- Diffusività atmosferica: bassa, Ibimet CNR 2002

## Storia
In epoca preromana la zona fu probabilmente abitata da alcune popolazioni italiche (particolarmente i Liguri), mentre gli Etruschi non vi ebbero mai dei veri e propri insediamenti, anche se certamente vi passarono più volte nei loro spostamenti.
Fra il III e il II secolo a.C., i Romani sconfissero definitivamente queste popolazioni locali. Forse, proprio per questa situazione di guerriglia, fu costruito un loro insediamento nei pressi dell'attuale San Marcello, dove sembra che vasti territori fossero posseduti dalla nobile famiglia dei Marcelli, da cui si ipotizza derivi il toponimo del paese, solo in epoca successiva trasformato nell'attuale San Marcello, in onore dell'omonimo Papa martirizzato nel 309.
Nel gennaio del 62 a.C. Catilina e un centinaio di suoi fedelissimi furono intercettati dall'esercito romano nei pressi di Pistoria (ora Pistoia); Catilina morì nella battaglia, e i suoi furono gettati in un fiume. Tale battaglia si svolse sull'Appennino pistoiese nei pressi dell'attuale abitato di Campo Tizzoro, alla confluenza del torrente Maresca nel fiume Reno (parecchi storici individuano lo scontro come Battaglia di Campo Tizzoro).
Durante il Medioevo, la Montagna Pistoiese si caratterizzò per la presenza di un articolato sistema di insediamenti fortificati, dove la vita era dura e difficoltosa, finché, dopo l'Anno Mille, le condizioni economiche degli abitanti della zona migliorano notevolmente, grazie alla rivoluzione agricola che si ebbe all'inizio del secondo millennio. San Marcello, per la sua posizione lungo gli itinerari appenninici, divenne in breve il più importante fra i centri della Montagna pistoiese.
Inizialmente feudo del conte Guido Guerra di Modigliana, nel XIII secolo San Marcello fu costituito libero comune, entrando poi a far parte dei territori sottoposti a Pistoia che, non senza fieri contrasti, impose il nuovo ordinamento amministrativo che portò all'istituzione della Comunità della Montagna e alla nomina dei primi Capitani i quali, dal 1361, risiedettero alternativamente a Lizzano, Cutigliano e San Marcello.
I decenni successivi videro continue lotte fra i vari paesi della zona, in quanto appartenenti a fazioni nemiche. Risale a questo periodo la costruzione di torri e strutture difensive di cui ancora permangono resti. Nel 1530, il paese fu teatro di guerra per il passaggio di Francesco Ferrucci che cercava di raggiungere Firenze per liberarla dall'assedio degli imperiali. L'abitato, essendo schierato con il partito avverso, subì una durissima rappresaglia di cui ancora oggi la toponomastica porta traccia (Port'Arsa, Piazzetta Bruciata).
La popolazione, sia per le vicende politiche che per la povertà dell'economia, non riusciva a migliorare il tenore di vita, così il governo mediceo, fu indotto a creare sulla Montagna pistoiese una serie di ferriere, tra cui quelle di Mammiano e di Malconsiglio, che si approvvigionavano nei boschi di San Marcello, ricchi di faggete. Insieme alla riorganizzazione dello sfruttamento del patrimonio boschivo, queste ferriere apportarono finalmente un miglioramento dell'economia delle popolazioni montane.
Ma l'avvenimento che determinò una svolta essenziale per la vita delle popolazioni locali fu durante il governo lorenese: l'apertura nel 1781 della strada Ximenes-Giardini, che collegava Pistoia a Modena. L'urbanistica di San Marcello subì una notevole modificazione: il primitivo nucleo urbano fu tagliato a metà e si ebbe un notevole processo di espansione fuori dalla cerchia antica. Tutto ciò portò ad un rinnovamento economico e amministrativo che aumentò l'importanza del capoluogo, anche per la presenza del Gonfaloniere e del Vicario Regio.
Nel XIX secolo, durante il viaggio che Papa Pio VII fece per andare da Roma a Parigi per incoronare Napoleone, la sera del 5 novembre 1804 fu ospite a San Marcello della famiglia Cini. Il mattino seguente con tutto il seguito si rimise in viaggio per Modena, ma dopo poco la partenza, ed esattamente a Mammiano, la carrozza papale ebbe un piccolo guasto e fu costretta a fermarsi lungo la strada. Prontamente fu rimessa in condizioni, dai servitori al seguito, di riprendere il viaggio, e alcuni abitanti del luogo che attendevano trepidanti il transito del corteo papale ebbero modo di vedere de visu il Pontefice, seppure in carrozza, e, ben contenti, ne ricevettero l'apostolica benedizione.
Durante il periodo napoleonico il territorio montano fu diviso in quattro comuni: Cutigliano, Popiglio, Sambuca e San Marcello, dove nel 1811 furono creati una biblioteca comunale ed un ufficio di stato civile, da cui si può notare, all'epoca, un certo aumento di popolazione, dovuto anche a numerosi impianti produttivi sorti in prossimità della via Modenese. Si ricordano tra questi le cartiere di Limestre e de La Lima, fondate dai fratelli Cini.
Al plebiscito del 1860 per l'annessione della Toscana alla Sardegna i "sì" non ottennero la maggioranza degli aventi diritto (547 su totale di 1 231), con un astensionismo da record, sintomo dell'opposizione all'annessione. Fino alla prima metà del XX secolo gli abitanti di San Marcello e della montagna pistoiese erano conosciuti anche per la purezza con la quale usavano la lingua italiana. Nell'anno 1840 il grande scrittore, patriota e politico Massimo d'Azeglio, dopo essere stato a Gavinana, si recò a San Marcello. Lo stesso rimase affascinato nel sentir parlare una contadina analfabeta del podere Partitoio, certa Rosa. Secondo lo scrittore questa si esprimeva con la lingua più pura e raffinata d'Italia.
Un fattore importante per l'economia sammarcellina fu l'inaugurazione, nel 1864, della Ferrovia Porrettana che collegava Pistoia con Bologna e che si concluse, nel 1926, con la tramvia elettrica, detta "il trenino" che univa Pracchia con San Marcello-Mammiano e le sue frazioni, denominata Ferrovia Alto Pistoiese. La grande stazione, dismessa nel 1965 con la chiusura della FAP, è stata convertita nell'autostazione delle linee Copit.
Lo sviluppo del paese progredì anche all'inizio del Novecento grazie all'apertura degli stabilimenti della S.M.I. a Campo Tizzoro e Limestre. In precedenza le industrie per la fusione e la lavorazione del rame a Limestre e Mammiano, fondate e gestite dalla famiglia Turri (prima la Felice Ponsard & C. a Limestre e poi la Ferdinando Turri & C. a Limestre e Mammiano), avevano portato la montagna pistoiese ai vertici nazionali per la lavorazione del rame. Tali industrie arrivarono alla fine dell'Ottocento ad occupare quasi quattrocento addetti. Nel 1899 furono entrambe vendute alla S.M.I..
Non soltanto l'attività industriale si è dimostrata importante per l'economia di San Marcello. Fino dal secolo scorso il paese è stato, infatti, una nota località di soggiorno che accoglieva ospiti famosi e internazionali, grazie al clima, ai suoi boschi ed alla vicinanza di importanti città d'arte toscane.
Durante la II guerra mondiale il territorio del comune di San Marcello faceva parte del sistema difensivo della Linea Gotica. L'abitato del capoluogo – anche per la presenza dell'Ospedale Civile "L. Pacini" – non fu coinvolto dai bombardamenti aerei degli alleati, così come la frazione di Campo Tizzoro, nonostante che negli stabilimenti della SMI si producessero armamenti per l'esercito tedesco. La frazione di Maresca, dove aveva sede un comando tedesco, fu invece colpita pesantemente e in più riprese: il 6, il 9 e il 10 settembre del 1944 gli aerei alleati provocarono morte e distruzione nel vano tentativo di eliminare quella che fu ritenuta la sede di comando di Albert Kesselring, che in realtà sostò solo per due notti nella frazione di Spignana. Il paese fu quasi interamente distrutto con 22 morti fra gli abitanti. La ricostruzione di Maresca prese avvio nel 1946, coordinata dal geometra responsabile dell'ufficio tecnico comunale Fenzo Baldassarri, e si concluse nel 1953.

### Simboli
Lo stemma del comune era stato riconosciuto con DCG del 3 maggio 1929.
La torre rappresenta l'antico castello costruito dai Panciatichi sulla sommità del Monte Cerreto.
Il gonfalone era un drappo di bianco.

## Monumenti e luoghi d'interesse

### Architetture religiose
- Chiesa di Santa Caterina, fu costruita nel secolo XVII e inaugurata nel 1709 dal vescovo Carlo Visdomini Cortigiani. È di proprietà del Conservatorio leopoldino omonimo.
- Propositura di San Marcello, subì notevoli modifiche strutturali nel 1788 da parte del vescovo di Pistoia e Prato, il giansenista Scipione de' Ricci. Lo stesso vescovo aveva elevato la chiesa da pieve a propositura nell'anno 1784. Di rilievo nella chiesa il grande crocifisso semigiansenista voluto dallo stesso vescovo de' Ricci.
- Chiesa di San Rocco, costruita in omaggio al santo che salvò il paese dalla peste nel 1629-1630, l'edificio è proprietà di privati.
- Cappella dell'ex ospedale "Lorenzo Pacini", costruita negli anni sessanta, in via Massimo D'Azeglio. Sostituisce la vecchia cappellina, posta all'interno del nosocomio, trasformata successivamente in ambulatorio medico.

### Architetture civili
- Ponte sospeso di San Marcello Pistoiese (costruito nel 1922 è lungo 227 metri, si trova a Mammiano Basso - Le Ferriere).
- Edificio dell'ex Conservatorio femminile leopoldino di Santa Caterina, prossimo alla Piazza centrale (il cui tetto è attualmente crollato). Fino agli anni cinquanta il Conservatorio ospitava le scuole elementari, medie e di avviamento professionale.
- Ospedale intitolato al mecenate di Mammiano Lorenzo Pacini che fu costruito con i suoi lasciti ereditari. L'edificio conserva ancora la facciata ottocentesca. Adesso è trasformato in PIOT.
- Palazzo del Comune, ristrutturato in stile neo-rinascimentale alla fine del 1800.
- La Loggia, situata nella Piazza centrale Giacomo Matteotti, eretta nel 1784 dal Granduca Pietro Leopoldo I per viandanti e mercanti.
- Piccolo palazzo, anticamente detto "di mezzalancia" in via Roma, ove Francesco Ferrucci tenne l'ultimo consiglio di guerra il 3 agosto 1530.
- Fontana in pietra serena risalente al XVI secolo con proporzioni monumentali. È ubicata in piazzetta Port'Arsa, inizio via Roma.
- Palazzo cinquecentesco di proprietà della famiglia Dazzi ricostruito da Cosimo Cini nel secolo XIX.
- Ponte d'ingresso al Paese, edificato alla fine del 1800 in pietra e mattoni.
- Osservatorio astronomico della Montagna pistoiese

### Aree naturali
- Parco Farina Cini, grande parco, in parte giardino all'inglese e in parte all'italiana. Fu utilizzato per tanti anni dalla popolazione, grazie alla famiglia proprietaria Farina Cini.Adesso è chiuso ed è in pessime condizioni.
- Parco Lodolo, comprendente la Chiesa di San Rocco, confinante in parte con la strada regionale n. 66 e in parte con la zona di "S. Chiesuri" (attualmente chiuso).
- Giardino pubblico Severmino, intitolato nel 2015 al grande direttore di orchestra Francesco Molinari Pradelli, un tempo frequentatore estivo del paese di San Marcello. Il giardino confina con la suddetta strada regionale n. 66 e con il campo sportivo.
- Grotta di Macereti, posta sulla strada provinciale Lizzanese nel tratto San Marcello-Spignana. Nel romanzo del 1841 di Massimo d'Azeglio Niccolò dè Lapi, ambientato all'epoca dei Medici del XVI secolo, si narra che la figlia di Niccolò, Lisa dè Lapi, trovò rifugio nella grotta di Macereti, ove poi morì e fu sepolta dalla pietà popolare nel camposanto di San Marcello. Prima dell'ultima guerra una targa, messa dal fascismo e posta sopra l'ingresso della grotta, ricordava il fatto.

## Società

### Evoluzione demografica
Sono qui riportati gli abitanti del comune di San Marcello Pistoiese dal 1861 al 2011.
Abitanti censiti

### Etnie e minoranze straniere
Secondo i dati ISTAT al 31 dicembre 2010 la popolazione straniera residente era di 325 persone. Le nazionalità maggiormente rappresentate in base alla loro percentuale sul totale della popolazione residente erano:
- Romania 138 ovvero il 2,02%

## Amministrazione

Posizione dell'ex comune di San Marcello Pistoiese all'interno della provincia di Pistoia fino al 31 dicembre 2016.

Il comune di San Marcello Pistoiese, autonomo fino al 31 dicembre 2016, aveva una superficie di 85,62 chilometri quadrati e 6 818 abitanti al 31 dicembre 2010. Le sue frazioni erano Bardalone, Campo Tizzoro, Gavinana, Lancisa, Limestre, Lizzano Pistoiese, Mammiano, Mammiano Basso, Maresca, Pontepetri, Spignana, Vizzaneta. Il suo codice ISTAT era 047019, mentre il codice catastale H980.
Di seguito è presentata una tabella relativa alle amministrazioni che si sono succedute nel comune dal 1985 al 2016.
| Periodo          | Periodo          | Primo cittadino     | Partito                            | Carica              | Note   |
| ---------------- | ---------------- | ------------------- | ---------------------------------- | ------------------- | ------ |
| 19 luglio 1985   | 16 luglio 1990   | Virgilio Vogesi     | Partito Comunista Italiano         | Sindaco             | [ 16 ] |
| 16 luglio 1990   | 10 ottobre 1991  | Virgilio Vogesi     | Partito Comunista Italiano         | Sindaco             | [ 16 ] |
| 21 novembre 1991 | 27 maggio 1992   | Sauro Romagnani     | Partito Democratico della Sinistra | Sindaco             | [ 16 ] |
| 28 luglio 1992   | 14 gennaio 1993  | Antonio Cicchetti   |                                    | Comm. straordinario | [ 16 ] |
| 8 febbraio 1993  | 5 agosto 1996    | Gabriele Strufaldi  | Partito Democratico della Sinistra | Sindaco             | [ 16 ] |
| 14 agosto 1996   | 17 novembre 1997 | Alessandro Bini     | Partito Democratico della Sinistra | Sindaco             | [ 16 ] |
| 17 novembre 1997 | 28 maggio 2002   | Moreno Seghi        | Partito Democratico della Sinistra | Sindaco             | [ 16 ] |
| 28 maggio 2002   | 29 maggio 2007   | Moreno Seghi        | Democratici di Sinistra            | Sindaco             | [ 16 ] |
| 29 maggio 2007   | 8 maggio 2012    | Carla Strufaldi     | L'Unione                           | Sindaco             | [ 16 ] |
| 8 maggio 2012    | 31 dicembre 2016 | Silvia Maria Cormio | PD                                 | Sindaco             | [ 16 ] |

### Gemellaggi
- Saint-Martin-du-Tertre, dal 1987

#### Patti di amicizia
- Lakota
- Comunità di Bin Enzaran, Saharawi